# Station Oxenholme Lake District
Oxenholme Lake District is een spoorwegstation van National Rail in South Lakeland in Engeland. Het station is eigendom van Network Rail en wordt beheerd door Avanti West Coast. 